# CCTV杯中国囲棋電視快棋戦
CCTV杯中国囲棋電視快棋戦（CCTVはいちゅうごくいきでんしかいきせん、CCTV杯中国围棋電視快棋戦）は、中国の囲碁の早碁棋戦。1988年に開始。
2002年から2011年は招商銀行杯中国囲棋電視快棋戦（招商银行杯）。2012年からは中信銀行杯電視囲棋快棋戦（中信银行杯）。2016年は象嶼杯CCTV電視囲棋快棋戦（象嶼杯）。2017年からは、清代における范西屏と施襄夏による「当湖十局」の対局地であった平湖市で、浙江平湖・当湖十局杯CCTV電視快棋戦として開催。
- 主催 中国中央電視台、中国囲棋協会、(2017年-)平湖市人民政府
- 賛助 (2002-11年)招商銀行、(2012年-)中信銀行、(2016年)廈門象嶼集団、(2017年-)平湖市文化広電新聞出版局
- 優勝賞金 (-2011年)8万元、(2012年-)20万元、（2016-17年）25万元、(2020-22年)30万元、(2023年)35万元

1989年から、優勝者、準優勝者はテレビ囲碁アジア選手権戦に出場する。

## 方式
- 出場棋士は高段者から選抜される。
- 第1回からは8名によるトーナメント戦。第3回からは16名。第5回から32名。第12回から64名。その後32名。
- 持ち時間は1手30秒。1分単位で10分の考慮時間。

## 歴代優勝者と決勝戦
（左側が優勝者）
- CCTV杯

1. 1987年 聶衛平 - 曹大元
2. 1988年 銭宇平 - 曹大元
3. 1989年 馬暁春 - 聶衛平
4. 1990年 銭宇平 - 劉小光
5. 1991年 馬暁春 - 曹大元
6. 1992年 馬暁春 - 聶衛平
7. 1993年 聶衛平 - 馬暁春
8. 1994年 馬暁春 - 銭宇平
9. 1995年 馬暁春 - 聶衛平
10. 1996年 曹大元 - 王磊
11. 1997年 聶衛平 - 兪斌
12. 1998年 曹大元 - 馬暁春（愛多杯）
13. 1999年 常昊 - 劉菁（CCTV杯）
14. 2000年 丁偉 - 羅洗河（歩歩高杯）
15. 2001年 胡耀宇 - 馬暁春（CCTV杯）

- 2002年から「招商銀行杯（第1期）」

1. 2002年 馬暁春 - 丁偉
2. 2003年 周鶴洋 - 彭筌
3. 2004年 古力 - 兪斌
4. 2005年 劉星 - 古力
5. 2006年 羅洗河 - 王檄
6. 2007年 朴文尭 - 陳耀燁
7. 2008年 謝赫 - 李喆
8. 2009年 孔傑 - 周鶴洋
9. 2010年 陳耀燁 - 古霊益
10. 2011年 鍾文靖 - 王磊

- 2012年から「中信銀行杯（第1期）」

1. 2012年 柁嘉熹 - 連笑
2. 2013年 王檄 - 江維傑
3. 2014年 李欽誠 - 陶欣然

- 2015年 テレビ囲碁アジア選手権戦予選

1. 楊鼎新（本選優勝）廖行文（敗者復活戦優勝）

- 2016年から「象嶼杯（第1期）」

1. 2016年 羋昱廷 - 李欽誠

- 2017年から「浙江平湖・当湖十局杯（第1期）」

1. 2017年 張涛 - 李軒豪
2. 2018年 范廷鈺 - 范蘊若
3. 2019年 丁浩 - 許嘉陽
4. 2020年 辜梓豪 - 連笑
5. 2021年 柯潔 - 党毅飛
6. 2022年 時越 - 謝爾豪
7. 2023年 黄明宇 - 時越

## 記録
- 最多優勝 6回 馬暁春